# In Your House 10: Mind Games
In Your House 10: Mind Games è stato un evento prodotto dalla World Wrestling Federation e si è svolto il 22 settembre 1996 al CoreStates Center di Filadelfia.

## Risultati
| #                  | Incontri                                                                                              | Stipulazioni                                         | Durata |
| ------------------ | --- | ---------------------------------------------------- | ------ |
| Dark               | Jake Roberts ha sconfitto Hunter Hearst Helmsley                                                      | Single Match                                         |        |
| Dark               | Faarooq ha sconfitto Marc Mero                                                                        | Single match                                         |        |
| Dark               | Sycho Sid ha sconfitto Vader                                                                          | Single match                                         |        |
| Free For All Match | Savio Vega ha sconfitto Marty Jannetty                                                                | Single match                                         | 05:22  |
| 1                  | Savio Vega ha sconfitto Justin Bradshaw                                                               | Caribbean Strap Match                                | 07:09  |
| 2                  | José Lothario ha sconfitto Jim Cornette                                                               | Single match                                         | 00:57  |
| 3                  | Owen Hart e The British Bulldog hanno sconfitto The Smoking Gunns (Bart e Billy Gunn) (c) (con Sunny) | Tag team match per i WWF World Tag Team Championship | 10:59  |
| 4                  | Mark Henry ha sconfitto Jerry Lawler                                                                  | Single match                                         | 05:13  |
| 5                  | The Undertaker ha sconfitto Goldust (con Marlena)                                                     | Final Curtain match                                  | 10:23  |
| 6                  | Shawn Michaels (con Josè Lothario) (c) ha sconfitto Mankind (con Paul Bearer) per squalifica          | Single match per il WWF Championship                 | 26:26  |